# Bodiluddelingen 1968
Bodiluddelingen 1968 blev afholdt i 1968 i Imperial i København og markerede den 21. gang at Bodilprisen blev uddelt.
For andet år i træk modtager Henning Carlsen prisen for bedste danske film denne gang med filmen Mennesker mødes og sød musik opstår i hjertet, som også vandt prisen for bedste kvindelige hovedrolle som gik til svenske Harriet Andersson.

## Vindere
| Bedste mandlige hovedrolle                                         | Bedste kvindelige hovedrolle                                          |
| ------------------------------------------------------------------ | --------------------------------------------------------------------- |
| - Jesper Langberg for Sådan er de alle                             | - Harriet Andersson for Mennesker mødes og sød musik opstår i hjertet |
| Bedste mandlige birolle                                            | Bedste kvindelige birolle                                             |
| - ikke uddelt                                                      | - ikke uddelt                                                         |
| Bedste danske film                                                 | Bedste ikke-europæiske film                                           |
| - Mennesker mødes og sød musik opstår i hjertet af Henning Carlsen | - Bonnie & Clyde af Arthur Penn                                       |
| Bedste europæiske film                                             | Bedste dokumentarfilm                                                 |
| - Dagens skønhed af Luis Buñuel                                    | - Kongens Enghave af Claus Ørsted                                     |

## Øvrige priser

### Æres-Bodil
- Ove Brusendorff (biografdirektør) for Carlton-biografens gode repertoire